# Eric Koston
Eric Koston, ameriški poklicni rolkar, * 1979, Bangkok, Tajska.
Čeprav je rojen na Tajskem, ga štejemo med ameriške rolkarje, ker se je njegova družina preselila v Kalifornijo, ko je bil star 8 mesecev. Njegov oče je pripadnik ameriškega vojnega letalstva, mati pa je Tajka.
Čeprav velja Koston za izumitelja trika K-grind (K kot Koston, dandanes se trik imenuje crooked grind), pa naj bi ga izumil Dan Peterka. Koston je za revijo Skateboarder mag v številki julij 2006 povedal, da naj bi crooked grind v resnici izumil Karl Watson.
Aprila 1996 je skupaj z rolkarjem Rick Howardom ustanovil tekstilno podjetje Fourstar. Leta 1997 je bil Kostonov prvi lasten model športnega copata prvi po 3 letih pri združenju podjetij Soletech. Ta model je dosegel tako popularnost, da so ga leta 2004 ponovno obudili s podplatom G2. Koston je éS po destih letih zapustil 1. aprila 2006 in se je po 4 mesecih govoric uradno pridruži Lakai ekipi.
Leta 2003 je s pomočjo sponzorja éS prvič priredil tekmovanje Eric Koston's éS Game of SKATE, ki sedaj poteka vsako leto. Koston na tem tekmovanju še ni zmagal.
Koston je eden redkih rolkarjev, ki so pokazali svojo hišo na oddaji MTVja Cribs.
| - Nike SB (2009 - ) | - What tour? (Girl, 2005) |